# Lijst van kunstwerken in het Mauritshuis/R
Lijst van kunstwerken in het Mauritshuis en de Galerij Prins Willem V in Den Haag met werken van kunstenaars van wie de naam begint met de letter R. Vermeldingen in het grijs geven aan dat het werk geen deel meer uitmaakt van de collectie, bijvoorbeeld omdat het in bruikleen gegeven is aan een andere instelling of omdat het teruggegeven is aan de bruikleengever.
| Inventaris-nummer | Maker                                                         | Titel | Datering                       | Type          | Afbeelding |
| ----------------- | ------------------------------------------------------------- | --- | ------------------------------ | ------------- | ---------- |
| 338               | Naar Rafaël                                                   | Venus en Amor | 1498-1831                      | Schilderij    |            |
| 339               | Naar Rafaël                                                   | De Heilige Familie onder de eik | 1518-1821                      | Schilderij    |            |
| 357               | Naar Rafaël                                                   | Madonna | Ca. 1600-1700                  | Schilderij    |            |
| 498               | Naar Abraham Ragueneau                                        | Portret van Willem III, prins van Oranje, op 10-jarige leeftijd                                                                        | 1661                           | Schilderij    |            |
| 140               | Jan van Ravesteyn en atelier                                  | Portret van een officier Zie Officiersportretten van Honselaarsdijk                                                                    | 1611                           | Schilderij    |            |
| 141               | Jan van Ravesteyn en atelier                                  | Portret van een officier Zie Officiersportretten van Honselaarsdijk                                                                    | 1611                           | Schilderij    |            |
| 144               | Jan van Ravesteyn en atelier                                  | Portret van een officier, mogelijk Adolf van Meetkerken Zie Officiersportretten van Honselaarsdijk                                     | 1611                           | Schilderij    |            |
| 416               | Jan van Ravesteyn en atelier                                  | Portret van een officier Zie Officiersportretten van Honselaarsdijk                                                                    | 1611                           | Schilderij    |            |
| 418               | Jan van Ravesteyn en atelier                                  | Portret van Jan III, graaf van Nassau-Siegen Zie Officiersportretten van Honselaarsdijk                                                | 1611                           | Schilderij    |            |
| 419               | Jan van Ravesteyn en atelier                                  | Portret van Nicolaas Schmelzing Zie Officiersportretten van Honselaarsdijk                                                             | 1611                           | Schilderij    |            |
| 423               | Jan van Ravesteyn en atelier                                  | Portret van een officier, vermoedelijk Anthonis van Utenhoven Zie Officiersportretten van Honselaarsdijk                               | 1611                           | Schilderij    |            |
| 426               | Jan van Ravesteyn en atelier                                  | Portret van een officier Zie Officiersportretten van Honselaarsdijk                                                                    | 1611                           | Schilderij    |            |
| 139               | Jan van Ravesteyn                                             | Portret van een officier, mogelijk Gaspard de Coligny Zie Officiersportretten van Honselaarsdijk                                       | Ca. 1611                       | Schilderij    |            |
| 456               | Jan van Ravesteyn en atelier                                  | Portret van een officier Zie Officiersportretten van Honselaarsdijk                                                                    | 1611-1621                      | Schilderij    |            |
| 457               | Jan van Ravesteyn en atelier                                  | Portret van een officier Zie Officiersportretten van Honselaarsdijk                                                                    | 1611-1621                      | Schilderij    |            |
| 438               | Jan van Ravesteyn en atelier                                  | Portret van een officier, mogelijk Johan Wolfert van Brederode of Walraven IV van Brederode Zie Officiersportretten van Honselaarsdijk | 1611-1621                      | Schilderij    |            |
| 439               | Jan van Ravesteyn en atelier                                  | Portret van een officier Zie Officiersportretten van Honselaarsdijk                                                                    | 1611-1621                      | Schilderij    |            |
| 143               | Jan van Ravesteyn en atelier                                  | Portret van een officier Zie Officiersportretten van Honselaarsdijk                                                                    | 1612                           | Schilderij    |            |
| 420               | Jan van Ravesteyn en atelier                                  | Portret van Daniël de Hertaing Zie Officiersportretten van Honselaarsdijk                                                              | 1612                           | Schilderij    |            |
| 421               | Jan van Ravesteyn en atelier                                  | Portret van een officier Zie Officiersportretten van Honselaarsdijk                                                                    | 1612                           | Schilderij    |            |
| 422               | Jan van Ravesteyn en atelier                                  | Portret van een officier Zie Officiersportretten van Honselaarsdijk                                                                    | 1612                           | Schilderij    |            |
| 425               | Jan van Ravesteyn en atelier                                  | Portret van een officier Zie Officiersportretten van Honselaarsdijk                                                                    | 1612                           | Schilderij    |            |
| 417               | Jan van Ravesteyn en atelier                                  | Portret van een officier Zie Officiersportretten van Honselaarsdijk                                                                    | 1615                           | Schilderij    |            |
| 424               | Jan van Ravesteyn en atelier                                  | Portret van een officier Zie Officiersportretten van Honselaarsdijk                                                                    | 1615                           | Schilderij    |            |
| 142               | Jan van Ravesteyn en atelier                                  | Portret van een officier Zie Officiersportretten van Honselaarsdijk                                                                    | 1616                           | Schilderij    |            |
| 119               | Jan van Ravesteyn                                             | Portret van een vrouw, mogelijk Amalia Elisabeth van Hanau-Munzenberg                                                                  | 1617                           | Schilderij    |            |
| 120               | Jan van Ravesteyn                                             | Portret van Ernestine Yolande, prinses De Ligne                                                                                        | Ca. 1620                       | Schilderij    |            |
| 414               | Jan van Ravesteyn en atelier                                  | Portret van een officier Zie Officiersportretten van Honselaarsdijk                                                                    | 1621                           | Schilderij    |            |
| 455               | Jan van Ravesteyn en atelier                                  | Portret van een officier Zie Officiersportretten van Honselaarsdijk                                                                    | 1621                           | Schilderij    |            |
| 415               | Jan van Ravesteyn en atelier                                  | Portret van een officier Zie Officiersportretten van Honselaarsdijk                                                                    | 1624                           | Schilderij    |            |
| 719               | Nicolaes van Ravesteyn                                        | Portret van een man, waarschijnlijk een lid van de familie Mackay                                                                      | Ca. 1700                       | Schilderij    |            |
| 304               | Toegeschreven aan Nicolas Régnier                             | De heilige Sebastiaan verzorgd door de heilige Irene                                                                                   | 1606-1667                      | Schilderij    |            |
| 812               | Theo van Reijn                                                | Portret van Abraham Bredius | 1933                           | Beeldhouwwerk |            |
| 598               | Rembrandt                                                     | De lachende man | Ca. 1629-1630                  | Schilderij    |            |
| 707               | Rembrandt                                                     | Andromeda aan de rots geketend | Ca. 1630                       | Schilderij    |            |
| 565               | Rembrandt en/of atelier                                       | Tronie van een oude man | Ca. 1630-1631                  | Schilderij    |            |
| 145               | Rembrandt                                                     | De lofzang van Simeon | 1631                           | Schilderij    |            |
| 146               | Rembrandt                                                     | De anatomische les van Dr. Nicolaes Tulp                                                                                               | 1632                           | Schilderij    |            |
| 149               | Rembrandt                                                     | Portret van een man met een gepluimde muts                                                                                             | Ca. 1635-1640                  | Schilderij    |            |
| 147               | Rembrandt                                                     | Suzanna en de ouderlingen | 1636                           | Schilderij    |            |
| 621               | Rembrandt                                                     | Saul en David | Ca. 1651-1654 en ca. 1655-1658 | Schilderij    |            |
| 685               | Rembrandt                                                     | Twee moren | 1661                           | Schilderij    |            |
| 584               | Rembrandt                                                     | Homerus | 1663                           | Schilderij    |            |
| 1118              | Rembrandt                                                     | Portret van een oude man | 1667                           | Schilderij    |            |
| 840               | Rembrandt                                                     | Zelfportret | 1669                           | Schilderij    |            |
| 560               | Toegeschreven aan Rembrandt                                   | Studie van een oude man | 1650                           | Schilderij    |            |
| 626               | Atelier van Rembrandt                                         | Minerva | Ca. 1630                       | Schilderij    |            |
| 579               | Omgeving van Rembrandt                                        | Rustende reizigers | Ca. 1629-1630                  | Schilderij    |            |
| 828               | Omgeving van Rembrandt                                        | Studie van een oude man | 1637-1654                      | Schilderij    |            |
| 610               | Omgeving van Rembrandt                                        | Biddende vrouw | Ca. 1660                       | Schilderij    |            |
| 148               | Naar Rembrandt                                                | Portret van Rembrandt met een ringkraag                                                                                                | Ca. 1629                       | Schilderij    |            |
| 556               | Naar Rembrandt                                                | Studie van een oude vrouw | Ca. 1631-1700                  | Schilderij    |            |
| 325               | Naar Guido Reni                                               | De Liefde | 1590-1826                      | Schilderij    |            |
| 326               | Naar Guido Reni                                               | Zelfmoord van Cleopatra | 1590-1763                      | Schilderij    |            |
| 608               | Jacob de Reyger                                               | Portret van een man | 1635                           | Schilderij    |            |
| 929               | Frans Rijckhals                                               | Slapende jongen in een stal | Ca. 1635-1640                  | Schilderij    |            |
| 1212              | Ludger tom Ring (II)                                          | Narcissen, maagdenpalm en viooltjes in een kan                                                                                         | Ca. 1562                       | Schilderij    |            |
| 1124              | Roelant Roghman                                               | Berglandschap met waterval | Ca. 1660-1670                  | Schilderij    |            |
| 280               | Johann Heinrich Roos                                          | Italiaans landschap | 1670                           | Schilderij    |            |
| 150               | Johannes Rosenhagen                                           | Fruitstilleven | Ca. 1650-1660                  | Schilderij    |            |
| 283               | Hans Rottenhammer en Jan Brueghel (I)                         | De rust op de vlucht naar Egypte | Ca. 1595                       | Schilderij    |            |
| 285               | Hans Rottenhammer en Jan Brueghel (I)                         | Christus in het voorgeborchte | 1597                           | Schilderij    |            |
| 284               | Hans Rottenhammer                                             | De val van Phaëthon | 1604                           | Schilderij    |            |
| 281               | Toegeschreven aan Hans Rottenhammer                           | De ontmoeting van David en Abigail | 1579-1624                      | Schilderij    |            |
| 1201              | Atelier van Louis Royer                                       | Portret van koning Willem I | 1820-1829                      | Beeldhouwwerk |            |
| 254               | Peter Paul Rubens                                             | Venus poogt Adonis van de jacht te weerhouden                                                                                          | 1611                           | Schilderij    |            |
| 234               | Peter Paul Rubens, Hendrick van Balen en Jan Brueghel de Oude | Naiaden vullen de hoorn des overvloeds                                                                                                 | 1615                           | Schilderij    |            |
| 252               | Peter Paul Rubens                                             | Portret van Michiel Ophovius | 1615                           | Schilderij    |            |
| 1150              | Peter Paul Rubens                                             | Oude vrouw en jongen met kaarsen | Ca. 1616-1617                  | Schilderij    |            |
| 253               | Peter Paul Rubens en Jan Brueghel (I)                         | Het aardse paradijs met de zondeval van Adam en Eva                                                                                    | 1617                           | Schilderij    |            |
| 250               | Peter Paul Rubens                                             | Portret van een jonge vrouw | Ca. 1620-1630                  | Schilderij    |            |
| 251               | Peter Paul Rubens en atelier                                  | Portret van een jonge vrouw | Ca. 1620-1630                  | Schilderij    |            |
| 837               | Peter Paul Rubens                                             | De triomf van Rome. De jonge keizer Constantijn brengt hulde aan Roma                                                                  | Ca. 1622-1623                  | Schilderij    |            |
| 926               | Peter Paul Rubens                                             | Modello voor de hemelvaart van Maria                                                                                                   | Ca. 1622-1625                  | Schilderij    |            |
| 1131              | Peter Paul Rubens                                             | Portret van een man, mogelijk Peter van Hecke Zie Portretten van een man en een vrouw, mogelijk Peter van Hecke en Clara Fourment      | Ca. 1630                       | Schilderij    |            |
| 1132              | Peter Paul Rubens                                             | Portret van een vrouw, mogelijk Clara Fourment Zie Portretten van een man en een vrouw, mogelijk Peter van Hecke en Clara Fourment     | Ca. 1630                       | Schilderij    |            |
| 247               | Naar Peter Paul Rubens                                        | Sine Cerere et Baccho friget Venus | 1618-1700                      | Schilderij    |            |
| 246               | Naar Peter Paul Rubens                                        | Nimf en sater | 1618-1844                      | Schilderij    |            |
| 255               | Naar Peter Paul Rubens                                        | Angelica bespied door de heremiet | 1626-1800                      | Schilderij    |            |
| 728               | Jacob van Ruisdael                                            | Weg in een boslandschap bij schemering                                                                                                 | Ca. 1648                       | Schilderij    |            |
| 1151              | Jacob van Ruisdael                                            | Gezicht op kasteel Bentheim | Ca. 1652-1654                  | Schilderij    |            |
| 802               | Jacob van Ruisdael                                            | Winterlandschap | Ca. 1660-1670                  | Schilderij    |            |
| 153               | Jacob van Ruisdael                                            | Bergachtig landschap met waterval | Ca. 1670                       | Schilderij    |            |
| 155               | Jacob van Ruisdael                                            | Gezicht op Haarlem met bleekvelden | Ca. 1670-1675                  | Schilderij    |            |
| 803               | Jacob van Ruisdael                                            | Gezicht op de Dam en het Damrak te Amsterdam                                                                                           | Ca. 1672-1675                  | Schilderij    |            |
| 534               | Trant van Jacob van Ruisdael                                  | Gezicht op de Vijverberg in Den Haag                                                                                                   | 1643-1682                      | Schilderij    |            |
| 154               | Naar Jacob van Ruisdael                                       | Strandgezicht | Ca. 1675                       | Schilderij    |            |
| 151               | Rachel Ruysch                                                 | Vaas met bloemen | 1700                           | Schilderij    |            |
| 152               | Rachel Ruysch                                                 | Vaas met bloemen | 1715                           | Schilderij    |            |
| 941               | Salomon van Ruysdael                                          | Rivieroever met geboomte | 1633                           | Schilderij    |            |
| 699               | Salomon van Ruysdael                                          | Rivierlandschap met eendenjager | Ca. 1648                       | Schilderij    |            |
| 738               | Salomon van Ruysdael                                          | Riviergezicht met kerk en veerboot | 1649                           | Schilderij    |            |
| 1044              | Salomon van Ruysdael                                          | Meergezicht met zeilschepen | Ca. 1650-1651                  | Schilderij    |            |
| 1128              | Salomon van Ruysdael                                          | Winterlandschap bij Arnhem | 1653                           | Schilderij    |            |
| 1115              | Salomon van Ruysdael                                          | Rivierlandschap met zeilboten en een trekschuit                                                                                        | 1660                           | Schilderij    |            |
| 1117              | Salomon van Ruysdael                                          | Gezicht op Beverwijk vanaf het Wijkermeer                                                                                              | Ca. 1661                       | Schilderij    |            |